# Anatol Grzegorzak

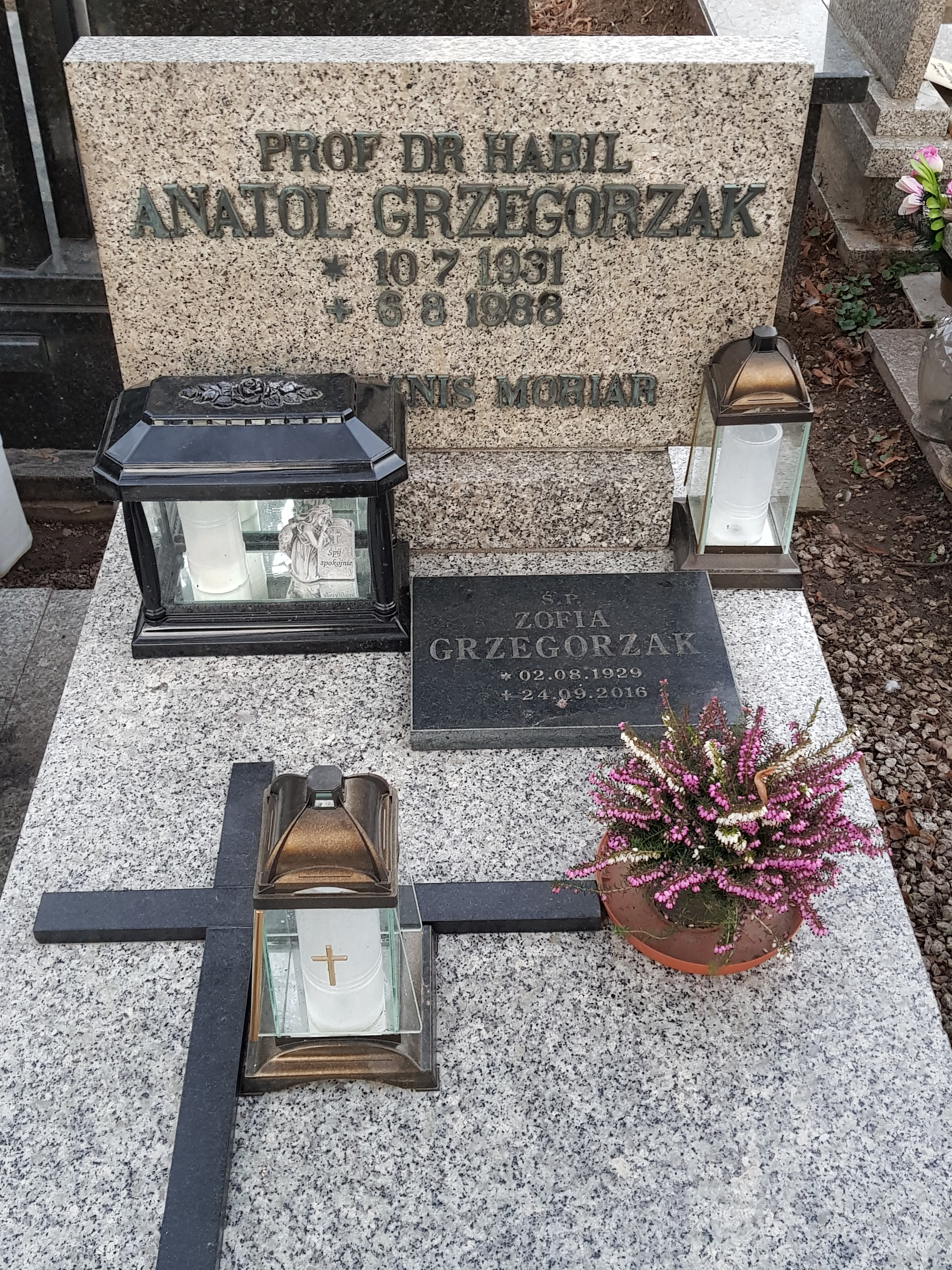
Grób prof. Anatola Grzegorzaka na Cmentarzu św. Wawrzyńca we Wrocławiu

Anatol Jan Grzegorzak (ur. 10 lipca 1931 w Bełzie, zm. 6 sierpnia 1988 we Wrocławiu) – polski weterynarz, specjalista z zakresu technologii przemysłowej hodowli i higieny zwierząt, pracownik naukowy Akademii Rolniczej we Wrocławiu.

## Życiorys
W 1950 roku ukończył szkołę średnią – Carolinum w Nysie, po czym podjął studia na Wydziale Weterynaryjnym Wyższej Szkoły Rolniczej we Wrocławiu, które zakończył w 1955 roku, uzyskując dyplom lekarza weterynarii.
Był uczniem i współpracownikiem prof. Mieczysława Ceny. Stopień doktora nauk weterynaryjnych otrzymał w 1963 roku na podstawie rozprawy doktorskiej pt. Badania metodyczne nad sprawnością wentylacji i wielkością narzutu wilgotności w zamkniętych oborach wielostanowiskowych, zaś stopień doktora habilitowanego nauk rolniczych w zakresie zootechniki – w 1972 roku na Wydziale Zootechnicznym Akademii Rolniczej we Wrocławiu na podstawie pracy habilitacyjnej pt. Badania nad wpływem ogrzewania chlewni na kształtowanie się mikroklimatu oraz przyrosty wagowe i zachowanie się tuczników. W 1982 roku został mianowany profesorem nadzwyczajnym.
Prodziekan Wydziału Zootechnicznego w latach 1977–1979, a od 1980 do śmierci – kierownik Katedry Zoohigieny. Był promotorem w sześciu przewodach doktorskich (m.in. Zbigniewa Dobrzańskiego i Romana Kołacza).
Był znanym krajowym specjalistą w dziedzinie przemysłowych technologii produkcji zwierzęcej (drobiu, bydła trzody chlewnej), ze szczególnym uwzględnieniem ich higieny i profilaktyki. Odbył krótko- i długoterminowe staże w Jugosławii (Uniwersytet w Zagrzebiu), w NRD (Uniwersytet w Lipsku) i RFN (Uniwersytet w Bonn). Był autorem podręcznika akademickiego pt. Zoohigiena ogólna (1984) oraz ok. 130 publikacji naukowych. Wyniki swych prac prezentował na wielu zagranicznych konferencjach, m.in. w Budapeszcie, Hanowerze, Gandawie i Wiedniu.
Odznaczony Krzyżem Kawalerskim Orderu Odrodzenia Polski, Złotym Krzyżem Zasługi i Medalem 40-lecia PRL.
Zmarł przedwcześnie na skutek choroby, którą zakaził się w trakcie pobytu w Indiach. Został pochowany na Cmentarzu św. Wawrzyńca we Wrocławiu.